# Kressengarten
Kressengarten ist eine Wüstung im Statistischen Bezirk 10 der kreisfreien Stadt Nürnberg.

## Geographie
Die ehemalige Einöde lag auf freier Flur auf einer Höhe von 301 m ü. NHN am linken Ufer der Pegnitz. 0,3 km östlich lag Tullnau, 0,2 km westlich Vogelsgarten, 0,2 km südwestlich Dürrenhof, 0,3 km südlich Neubleiche. An der Stelle von Kressengarten befindet sich heute die Kressengartenstraße.

## Geschichte
Kressengarten war ursprünglich ein Flurgebiet, das den Nürnberger Patriziern von Kreß gehörte.
Gegen Ende des 18. Jahrhunderts gab es in Kressengarten ein Anwesen. Das Hochgericht übte die Reichsstadt Nürnberg aus, was aber von den brandenburg-ansbachischen Ämtern Schwabach und Schönberg bestritten wurde. Grundherr über den Garten mit Haus war der Nürnberger Eigenherr von Kreß.
Im Rahmen des Gemeindeedikts wurde Kressengarten dem 1808 gebildeten Steuerdistrikt Gleißhammer und der im selben Jahr gegründeten Ruralgemeinde Gleißhammer zugeordnet. 1825 wurde Kressengarten nach Nürnberg eingemeindet.

### Einwohnerentwicklung
| Jahr      | 001818 | 001824 | 001840 |
| Einwohner | 6      | 24     | 10     |
| Häuser    | 1      | 1      | 1      |
| Quelle    | [ 6 ]  | [ 4 ]  | [ 7 ]  |

## Religion
Der Ort war seit der Reformation überwiegend protestantisch. Ursprünglich waren die Einwohner evangelisch-lutherischer Konfession nach St. Lorenz (Nürnberg) gepfarrt, später nach St. Peter (Nürnberg).